# Rajd Karkonoski 1991
Rajd Karkonoski 1991 – 39. edycja Rajdu Karkonoskiego. Był to rajd samochodowy rozgrywany od 24 do 26 października 1991 roku. Była to szósta runda Rajdowych Samochodowych Mistrzostw Polski w roku 1991. Rajd składał się z dwudziestu dwóch odcinków specjalnych. 

## Wyniki końcowe rajdu[1]
| Miejsce | Kierowca             | Pilot                 | Samochód                   | Czas    | Strata | Grupa Klasa |
| ------- | -------------------- | --------------------- | -------------------------- | ------- | ------ | ----------- |
| 1       | Marek Gieruszczak    | Marek Skrobot         | Toyota Celica GT-4         | 2:45:38 | -      | A-13        |
| 2       | Paweł Przybylski     | Krzysztof Gęborys     | Audi Coupé Quattro         | 2:47:30 | +1:52  | A-13        |
| 3       | Romuald Chałas       | Janusz Siniarski      | Mazda 323 4WD              | 2:48:01 | +2:23  | A-13        |
| 4       | Andrzej Koper        | Maciej Wisławski      | Volkswagen Golf II GTi 16V | 2:48:56 | +3:18  | A-13        |
| 5       | Saulius Girdauskas   | Žilvinas Sakalauskas  | Łada Samara                | 2:53:46 | +8:08  | A-12        |
| 6       | Willy Duvel          | Mirosław Skrobotowicz | Mazda 323 GTX              | 2:54:06 | +8:28  | N-03        |
| 7       | Marek Sadowski       | Grzegorz Gac          | Mazda 323 4WD              | 2:54:34 | +8:56  | N-04        |
| 8       | Lesław Orski         | Tomasz Chmiel         | Volkswagen Golf II GTi 16V | 2:58:04 | +12:26 | A-13        |
| 9       | Krzysztof Hołowczyc  | Robert Ziemski        | Mazda 323 4WD              | 3:01:20 | +15:42 | N-04        |
| 10      | Rolandas Mackavicius | Juozas Leonavicius    | Łada Samara                | 3:05:12 | +19:34 | A-12        |
| 11      | Robert Herba         | Jakub Mroczkowski     | Opel Kadett GSI 16V        | 3:08:23 | +22:45 | N-03        |

1. ↑  Nieliczony w klasyfikacji RSMP